# 뉴스 워치 9
뉴스 워치 9(ニュースウオッチ9)은 NHK 종합 텔레비전에서 방영되고 있는 뉴스 프로그램이다. 방송시간은 매주 월~금 밤 9시 ~ 10시까지이다.